# John Michael Brown
John Michael Brown (* 1939) ist ein britischer  Chemiker (Organische Chemie). Er ist Hochschullehrer an der Universität Oxford.
Brown studierte an der University of Manchester, an der er bei Arthur John Birch promoviert wurde, und war als Post-Doktorand an der Columbia University bei Ronald Breslow. Er lehrte 1966 bis 1974 an der University of Warwick und war 1974 bis 2008 Lecturer in Organischer Chemie in Oxford, wo er Fellow des Wadham College ist und inzwischen emeritiert ist. In Oxford führte er in den 1970er Jahren moderne organometallische Katalyse ein.
Er befasst sich mit Enantioselektiver Synthese in der organischen Chemie und war an der Entwicklung von Transfer-Hydrierung mit Rhodium beteiligt und der Klärung von deren Mechanismen (reaktive Zwischenstufen, Halpern-Brown-Mechanismus). Er befasste sich mit Stereokontrolle bei gezielter Hydrierung und asymmetrischer Hydroborierung, wobei er mit seiner Forschungsgruppe den Liganden Quinap einführte. Er untersuchte Palladium-katalysierte Reaktionen (Heck-Reaktion) von Alkenen sowie Palladium-katalysierte Methylierung mit einer intern aktivierten TMS-Gruppe, die Soai-Reaktion und Reaktionen mit Ruthenium-Katalysator.
2013 erhielt er den Robert Robinson Award. Er ist Fellow der Royal Society.

## Schriften
- mit D. Gridnev, J. Klankermayer: Asymmetric Autocatalysis with Organozinc Complexes; Elucidation of the Reaction Pathway, I., in:  Kensō Soai (Hrsg.): Amplification of chirality, Topics in current chemistry 284, Springer 2008, S. 35–65
- mit Roger W. Alder, Ray Baker: Mechanism in organic chemistry, Wiley 1971